# Soye (Mali)
Soye is een gemeente (commune) in de regio Mopti in Mali. De gemeente telt 21.200 inwoners (2009).
De gemeente omvat de volgende plaatsen:
- Dankoussa
- Djeme
- Doubena
- Koumetaka
- Megou
- Moupa Kabio
- Sahona
- Sanguira
- Sare Balla
- Sare Beydari
- Sare Coura
- Sare Dina
- Sare Heyre
- Sare Ibbe
- Seguera
- Singa
- Songopa Ouro Hamadi
- Songopa Ouro Mayo
- Sorguere
- Soye
- Taga
- Teke
- Teketia
- Tondougou
- Toumaye
- Toumoura